# De Vrije Student
De Vrije Student (afgekort: DVS) is een landelijke studentenbeweging en studentenraadspartij op Nederlandse universiteiten en hogescholen.

## Geschiedenis
Op initiatief van de JOVD werd in 2015 tijdens de bezettingen van het Bunge- en Maagdenhuis een nieuwe studentenraadspartij opgericht om, naar eigen zeggen, de kwaliteit van de medezeggenschap te vergroten en als tegengeluid tegen de Maagdenhuisbezetting. In het voorjaar van 2015 heeft de studentenpartij voor het eerst meegedaan aan studentenraadsverkiezingen aan de universiteiten in Amsterdam, Nijmegen en Rotterdam. In Amsterdam en Nijmegen werd De Vrije Student met één zetel verkozen, in Rotterdam is de kiesdrempel niet gehaald. Na het opstartjaar is de partij ook actief geworden op andere hogescholen en universiteiten in Nederland.
In 2016 zou Diederik Stapel aan de Radboud Universiteit Nijmegen een lezing geven welke door de Nijmeegse Studenten Honoursvereniging werd georganiseerd. Na kritiek van wetenschappers en het College van Bestuur van de universiteit, annuleerde de vereniging de lezing. Studentenpartij De Vrije Student was het met de kritiek niet mee eens en nam de organisatie van de lezing over. Een jaar daarvoor uitte de studentenpartij nog kritiek op de studentenraad van de Radboud Universiteit dat de vergaderingen minder moeten gaan over onderwerpen zoals duurzaamheid en meer moeten gaan over het verbeteren van het onderwijs. In 2018 lanceerde de partij een meldpunt tegen verengelsing.
In september 2018 verlieten twee gekozen raadsleden aan de Universiteit van Amsterdam de partij omdat volgens hen de JOVD een te grote invloed binnen de studentenpartij had en de partij te veel polariserende politiek bedreef. In december 2018 onthulde Folia na onderzoek dat de JOVD "jarenlang duizenden euro’s had overgemaakt naar de landelijke studentenpartij De Vrije Student." In totaal ging er bijna vijfentwintigduizend euro naar de studentenpartij, die volgens Folia steeds heeft ontkend dat ze gelieerd was aan de JOVD. Van een deel van de bedragen die de JOVD doorsluist naar De Vrije Student staat vast dat zij afkomstig zijn van de Stichting voor Oeconomische Politiek (SOeP), een zogenoemde neveninstelling van de VVD. In December 2018 verliet een derde gekozen raadslid de partij. In zijn verklaring schreef het raadslid dat: "De bedragen die door de JOVD aan De Vrije Student worden afgedragen zijn aanzienlijk hoog en daarbij is de oorsprong van een groot deel van deze bedragen niet helder." En "Het maakt de schijn van belangenverstrengeling groot en brengt de geloofwaardigheid van de studentenpartij en de gekozen raadsleden in het geding".
In 2019 bood de Utrechtse fractie van De Vrije Student de collegevoorzitter van de Universiteit Utrecht een huurfiets aan als knipoog vanwege zijn hoge reisdeclaraties voor een dienstauto met privéchauffeur. Ook pleitte de Utrechtse fractie voor een overstap naar een duurzamere bank en een ruimere herkansingsregeling zodat voldoende cijfers ook herkanst konden worden.
In 2020 riep De Vrije Student onderwijsminister Van Engelshoven op de online privacy van studenten beter te beschermen. In datzelfde jaar uitte de Groningse fractie van de partij kritiek op de Rijksuniversiteit Groningen vanwege de samenwerking met de Fudan-universiteit. De kritiek richtte zich op de ingeperkte academische vrijheid aan de Chinese universiteit.

## Standpunten
De studentenraadspartij heeft bij haar oprichting kernpunten opgesteld welke op iedere onderwijsinstelling nagestreefd worden:
- De instelling moet beschikbare gelden efficiënt besteden, zo veel mogelijk ervan moet ingezet worden voor de verbetering van het onderwijs.
- Flexstuderen moet op iedere onderwijsinstelling worden ingevoerd. Studenten kunnen hierbij collegegeld per studiepunt betalen in plaats van een vast bedrag per studiejaar.
- Colleges moeten digitaal aangeboden worden en studenten moeten de mogelijkheid krijgen om online colleges van andere universiteiten te volgen.

## Zetels
De Vrije Student heeft voor de start van collegejaar 2015-2016 voor het eerst meegedaan aan de verkiezingen voor studentenraden. In zowel Nijmegen als Amsterdam is er één zetel behaald. Later werden er ook elders zetels behaald, zoals in Groningen en Utrecht. Bij de verkiezingen in 2022 behaalde De Vrije Student Amsterdam voor het eerst sinds de oprichting van De Vrije Student in 2015 het meeste aantal zetels - 20 totaal - bij de studentenraadsverkiezingen. Bij de verkiezingen van de Centrale Studentenraad, de studentenraad van de Faculteit der Rechtsgeleerdheid, de studentenraad van de Faculteit der Maatschappij- en Gedragswetenschappen behaalde DVS Amsterdam de meerderheid van de te verdelen zetels.
| Zetelverdeling Universiteitsraden | Stelsel | 2015 | 2016 | 2017 | 2018 | 2019 | 2020 | 2021 | 2022   | 2023 | 2024 |
| --------------------------------- | ------- | ---- | ---- | ---- | ---- | ---- | ---- | ---- | ------ | ---- | ---- |
| Universiteit van Amsterdam        | partij  | 1    | 2    | 2    | 3    | 2    | 2    | 1    | 4      | 1    | 2    |
| Universiteit Utrecht              | partij  | -    | -    | -    | 1    | 2    | 1    | 2    | n.n.b. |      |      |
| Rijksuniversiteit Groningen       | partij  | -    | -    | -    | 1    | 1    | 1    | 2    | 2      |      |      |
| Radboud Universiteit              | partij  | 1    | 1    | -    | -    | -    | -    | -    | -      |      |      |
| Saxion                            | persoon | -    | 1    | -    | -    | -    | -    | -    | -      |      |      |
| Windesheim                        | persoon | -    | 8    | 7    | -    | -    | -    | -    | -      |      |      |
| Totaal                            |         | 2    | 11   | 9    | 5    | 5    | 4    | 5    | 6      |      |      |

Personen die middels een personenstelsel zijn verkozen en zich aan De Vrije Student hebben gecommitteerd, worden in de tabel meegenomen. In deze tabel zijn enkel zetels in centrale studentenraden meegenomen.
Daarnaast doet De Vrije Student op de Rijksuniversiteit Groningen reeds enige jaren mee met de faculteitsraadsverkiezingen op verschillende faculteiten. Bij de faculteit Rechtsgeleerdheid heeft in 2020 integratie plaatsgevonden met de fractie van Progressief Rechten. Sinds die tijd wordt deelgenomen aan de verkiezingen onder de naam Progressief Rechten & De Vrije Student.
| Zetelverdeling Faculteitsraden Rijksuniversiteit Groningen (RUG) | 2019 | 2020 | 2021 | 2022 |
| ---------------------------------------------------------------- | ---- | ---- | ---- | ---- |
| Faculteit Economie en Bedrijfskunde                              | 2    | 2    | 4    | 2    |
| Faculteit der Rechtsgeleerdheid                                  | -    | 3    | 3    | 3    |
| Faculteit der Letteren                                           | -    | 1    | 2    | 2    |
| Faculteit Medische Wetenschappen                                 | -    | -    | -    | 1    |
| Totaal                                                           | 2    | 6    | 9    | 8    |

| Zetelverdeling Faculteitsraden Universiteit van Amsterdam (UvA) | 2019 | 2020 | 2021 | 2022 | 2023 | 2024 |
| --------------------------------------------------------------- | ---- | ---- | ---- | ---- | ---- | ---- |
| Faculteit der Rechtsgeleerdheid                                 | 4    | 3    | 3    | 5    | 2    | 3    |
| Faculteit der Maatschappij- en Gedragswetenschappen             | 1    | 1    | 1    | 5    | 0    | 1    |
| Faculteit der Geesteswetenschappen                              | 2    | 1    | 1    | 4    | 0    | 2    |
| Faculteit der Natuurwetenschappen, Wiskunde en Informatica      | -    | -    | 1    | 2    | 0    | 0    |
| Faculteit der Geneeskunde                                       | -    | -    | -    | 1    | 0    | 0    |
| Totaal                                                          | 7    | 5    | 6    | 17   | 2    | 3    |

| Zetelverdeling Faculteitsraden Universiteit Utrecht (UU) | 2020 | 2021 |
| -------------------------------------------------------- | ---- | ---- |
| Faculteit Recht, Economie, Bestuur en Organisatie        | 3    | 2    |
| Faculteit Geesteswetenschappen                           | 1    | 2    |
| Totaal:                                                  | 4    | 4    |